# Lyu Huihui
Lyu Huihui –también escrito como Lü Huihui, en chino, 吕会会– (Xinxiang, 26 de junio de 1989) es una deportista china que compite en atletismo, especialista en la prueba de lanzamiento de jabalina.
Ganó tres medallas en el Campeonato Mundial de Atletismo entre los años 2015 y 2019.
Participó en tres Juegos Olímpicos de Verano, ocupando el quinto lugar en Londres 2012, el séptimo en Río de Janeiro 2016 y el quinto en Tokio 2020, en su especialidad.

## Palmarés internacional
| Campeonato Mundial | Campeonato Mundial    | Campeonato Mundial | Campeonato Mundial |
| Año                | Lugar                 | Medalla            | Prueba             |
| ------------------ | --------------------- | ------------------ | ------------------ |
| 2015               | Pekín (China)         | Medalla de plata   | Jabalina           |
| 2017               | Londres (Reino Unido) | Medalla de bronce  | Jabalina           |
| 2019               | Doha (Catar)          | Medalla de bronce  | Jabalina           |